# Deen Supermarkten
Die Deen Supermarkten B.V. war ein niederländisches Einzelhandelsunternehmen, das unter dem Namen Deen (Eigenschreibweise: DEEN) bis 2021 in mehreren Provinzen des Landes Supermärkte betrieb. Das Unternehmen, das Mitglied der Einkaufsgemeinschaft Superunie war, hatte seinen Sitz in Hoorn.

## Geschichte

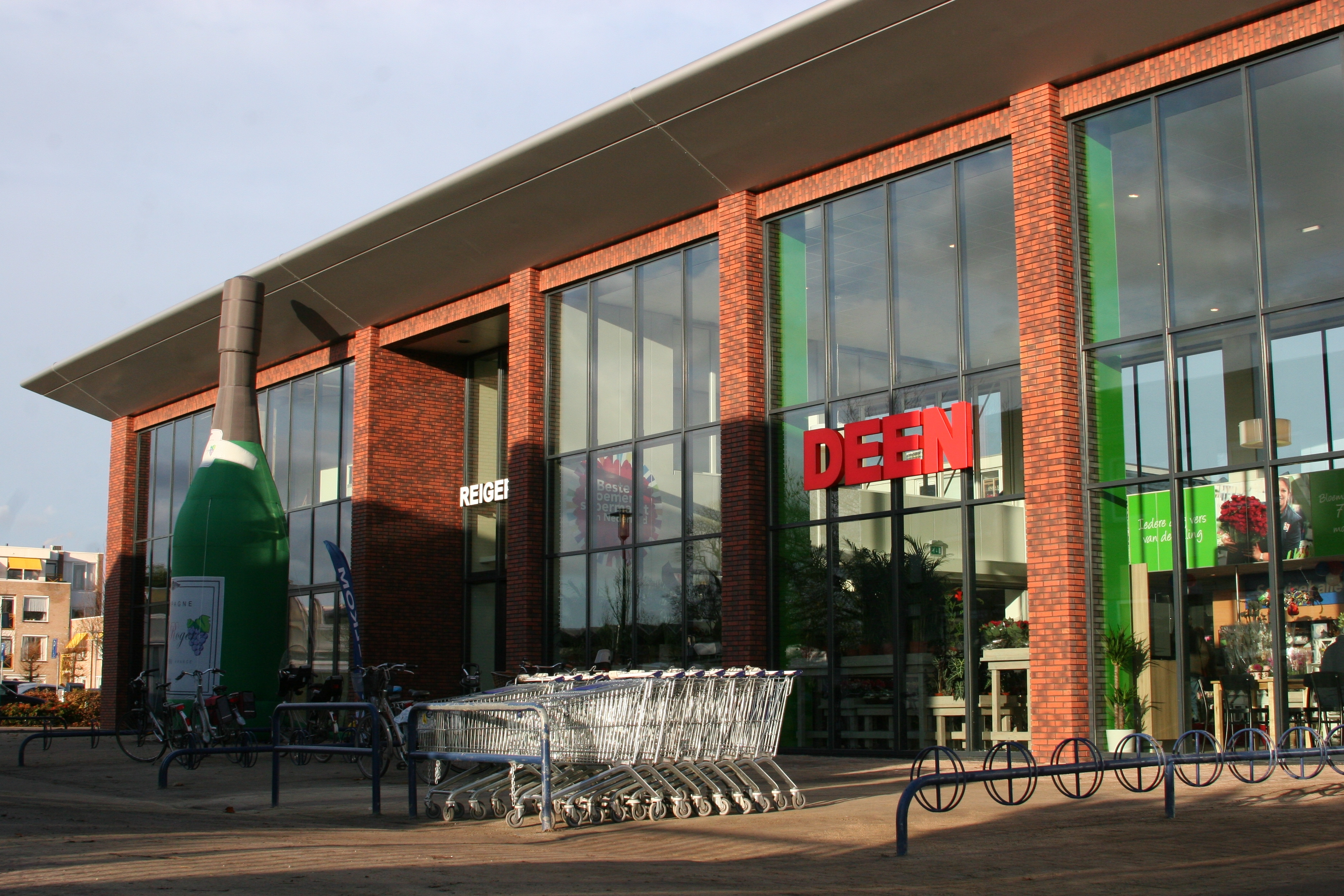
Eine Filiale von Deen, 2013

### Unternehmensgründung und erstes Wachstum (1933–2006)
Der Grundstein für das Unternehmen wurde 1933 durch die Eröffnung des ersten Lebensmittelgeschäfts von Cornelis Deen gelegt. 1953 folgte der erste Selbstbedienungsladen, dieser wurde in Hoorn, in der Provinz Noord-Holland eröffnet. 1959 folgte ein zweiter Supermarkt, ebenfalls in Hoorn. In Medemblik konnte 1967 ein Markt eröffnen, in Purmerend im Folgejahr. Das Zentrallager in Hoorn wurde 1969 eingeweiht. Gründer Cornelis Deen ging 1976 in den Ruhestand und übergab die Leitung des Unternehmens an seine Söhne Koos, Dick und Fons. Letzterer verblieb nach dem Ausstieg von Koos und Dick ab 1996 als alleiniger Geschäftsführer. 19 Standorte bestanden in jenem Jahr. Die Anzahl der Standorte wuchs in den nächsten Jahren stetig an. So konnte man u. a. Ende September 2003 fünf Filialen von Super de Boer sowie nach einer im Mai 2005 erfolgten Einigung zwischen Coop, Deen und Hoogvliet zwölf Märkte von De Wit Komart übernehmen.

### Expansion in anderen Provinzen sowie weitere Expansion (2007–2020)
Ab dem Frühjahr 2007 expandierte man mit der ersten Eröffnung in Lelystad in die Provinz Flevoland. Am 8. März 2007 konnte in Zuid-Scharwoude der 50. Standort, mit einer Fläche von 820 m² eröffnet werden. Deen zählte im Februar 2008 insgesamt 54 Filialen, davon zwei in Flevoland. Vom Konsortium Sligro und Sperwer, die Immobilien der ehemaligen Kette Edah zum Verkauf anboten, übernahm man im Januar 2009 vier Standorte. 2009 wurde zudem das 75. Jubiläum gefeiert. Dazu wurden alle Mitarbeiter des Unternehmens in den Freizeitpark Efteling eingeladen, der zu diesem Zweck exklusiv gemietet wurde. 2012 betrug der Marktanteil in Noord-Holland 38 Prozent. Im Sommer 2013 feierte man sein 80-jähriges Bestehen. Dazu wurde am 6. Juni 2013 ein Jubiläumsmagazin mit 150 Seiten in der Filiale in Purmerend vorgestellt. Ebenso erschien eine eigene Briefmarke. Am 19. Juni 2013 konnte man mit einer Eröffnung in Amsterdam die Eröffnung der 65. Filiale feiern. Deen beschäftigte zu diesem Zeitpunkt mehr als 6.000 Mitarbeiter. Die Expansion in die Provinz Gelderland erfolgte ab Juli 2013. Seinen 70. Markt eröffnete Deen am 10. Dezember 2014 in Zeewolde.
In Amsterdam feierte man im November 2015 die Neueröffnung der unternehmensweiten Filiale Nr. 75. Mit der am 20. Januar 2016 erfolgten Eröffnung in Zeist konnte nicht nur der erste Markt im neuen Jahr eröffnet werden. Es war zeitgleich der erste Standort in der Provinz Utrecht. Das Filialnetz erstreckte sich damit über die Provinzen Flevoland, Gelderland, Utrecht sowie Noord- und Zuid-Holland. Die ersten SB-Kassen der Kette wurden Ende Juni 2016 in einem Markt in Castricum installiert. Ab Mai 2019 war man erstmalig in seiner Geschichte mit Werbespots im Fernsehen vertreten. Der erste Werbespot war dabei auf den Sendern von NPO und RTL zu sehen. Im Zuge der Corona-Pandemie und den damit verbundenen Hygienemaßnahmen und der gestiegenen Arbeitsbelastung entschied sich das Unternehmen im September 2020 zur Zahlung eines Bonus an all seine Mitarbeiter. Das Geschäftsjahr 2020, in dem man 9.200 Mitarbeiter beschäftigte, konnte mit einem Umsatz von 828 Millionen Euro abgeschlossen werden. Es war der höchste Umsatz in der Unternehmensgeschichte.

### Verkauf des Unternehmens (2021)
Mitte Februar 2021 gab man den Verkauf aller 80 bestehenden Märkte bekannt. Käufer war ein Konsortium, bestehend aus Albert Heijn, Dekamarkt und Vomar. Zu diesem Zeitpunkt war Deen Eigentümer von 50 der Immobilienobjekte, in denen sich die Märkte befanden. Die Fläche vom überwiegenden Teil aller Märkte belief sich auf rund 800 bis 1.200 m². So wiesen 35 Standorte jene Abmessungen auf, lediglich ein Markt war größer als 2.000 m², zwei Märkte kleiner als 500 m². Albert Heijn übernahm 38 Standorte, Dekamarkt 19, während sich Vomar 23 Filialen sichern konnte. Alleine Albert Heijn übernahm aus den Filialen und der Logistik rund 4.700 Mitarbeiter. Die Autoriteit Consument en Markt genehmigte den Verkauf am 12. Juli 2021. Die Umflaggung der Standorte begann im September 2021, nachdem die Transaktion am 12. September 2021 offiziell abgeschlossen wurde. Bereits am 18. September 2021 konnte Dekamarkt in Waarland und Zeist die ersten beiden Märkte neu eröffnen. Als erster Albert Heijn-Markt konnte am 22. September 2021 die Filiale in Avenhorn neueröffnet werden, am selben Tag wurde in Zuid-Scharwoude auch von Vomar der erste Standort eröffnet. Am 22. November 2021 um 16:00 Uhr schloss der letzte Deen-Supermarkt. Der in Heemskerk befindliche Markt flaggte auf Vomar um. In Assendelft, einem Ortsteil der Gemeinde Zaanstad, konnte am selben Tag der letzte auf Albert Heijn umgeflaggte Markt eröffnet werden. Der landesweite Marktanteil von Deen belief sich 2021 auf 1,5 Prozent.

## Handelsmarken
Unter dem Namen Deen (Eigenschreibweise: DEEN) führte die Kette eine eigene Handelsmarke. Bio-Produkte wurden als Deen biologisch angeboten. Das Sortiment der Bio-Handelsmarke belief sich 2018 auf mehr als 300 Artikel. Frische Produkte, die komplett niederländischen Ursprungs waren, bot man über die Marke Puur Hollands (Eigenschreibweise: PUUR HOLLANDS) an.

## Markenauftritt

### Logo
Das Logo von Deen bestand aus dem Deen-Schriftzug sowie darunter dem Wort Supermarkten in Großbuchstaben. Die Farben des Logos, rot, weiß und blau, spiegeln die Farben der niederländischen Flagge wider. Vor der Überarbeitung waren das Wort Deen in rot und das Wort Supermarkten in blau gehalten. Nach der 2012 erfolgten Überarbeitung des Logos waren beide Wörter von einem farbigen Kasten mit der jeweiligen Farbe umgeben, während die Worte in weiß gehalten wurden. Die zuvor unterhalb des Wortes Supermarkten befindlichen Farbstreifen entfielen ersatzlos. Stattdessen war das Logo nun von einem weißen Rahmen umgeben.

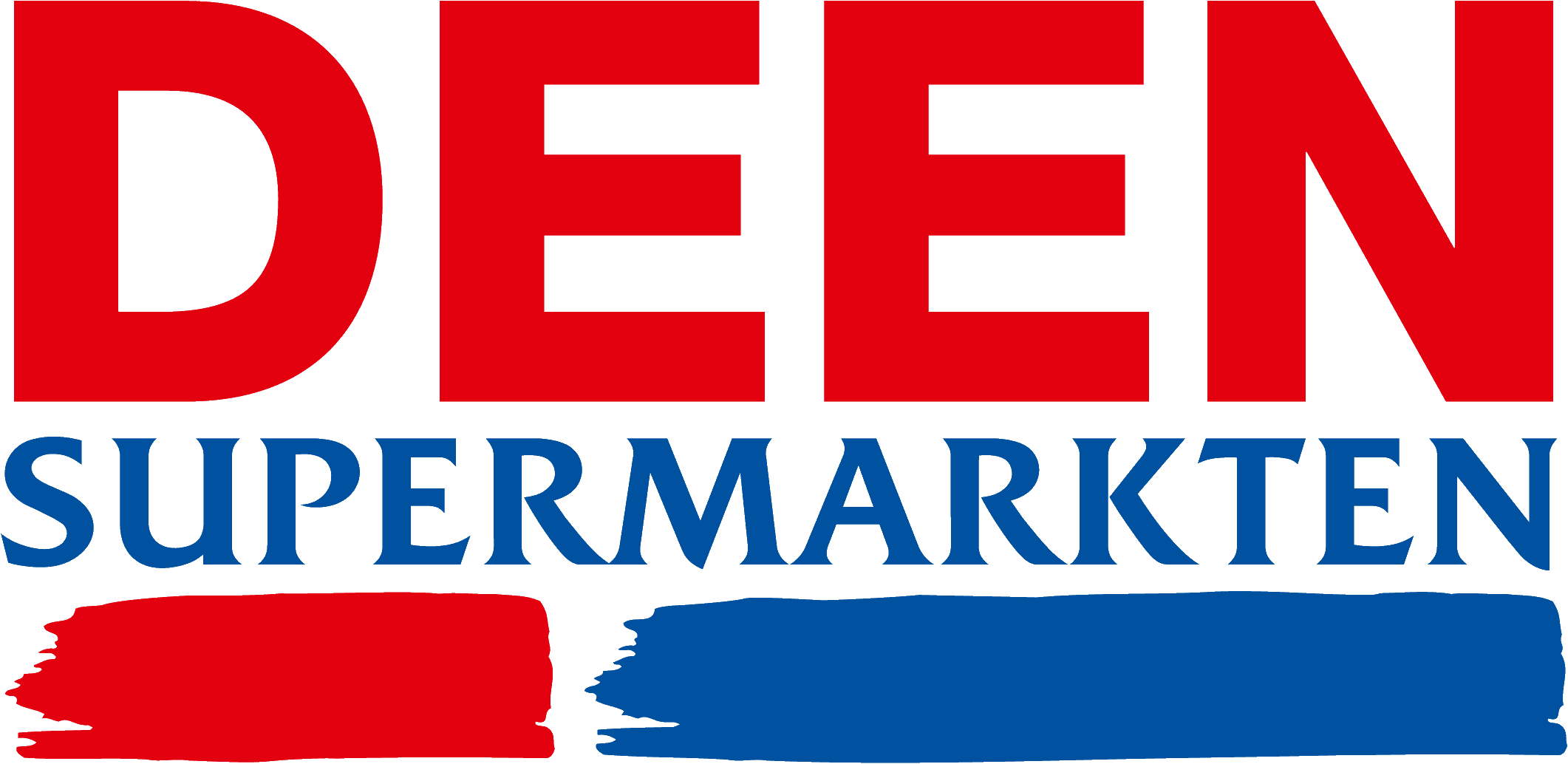
Vormaliges Logo von Deen Supermarkten
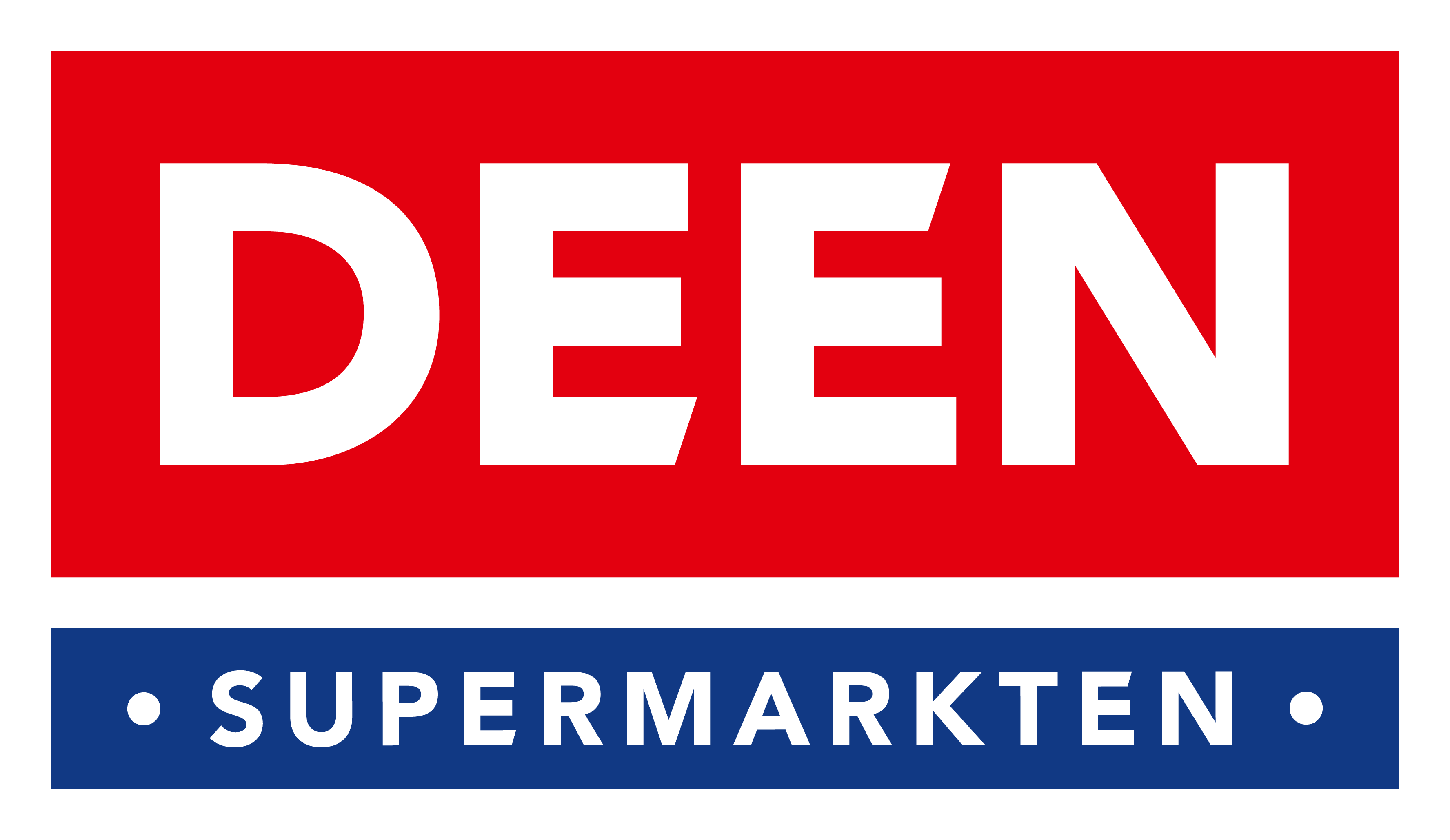
Letztes Logo von Deen Supermarkten, ab 2012

### Slogan
Slogan des Unternehmens waren Geen dag zonder Deen (dt.: Kein Tag ohne Deen) und zuletzt (ab Mai 2019) Dat is lekker thuiskommen. (dt.: Es ist schön, nach Hause zu kommen.).

## Auszeichnungen
Ihre Mitarbeiter bewerteten die Supermarktkette positiv, sodass sie 2015 zum besten Arbeitgeber im Einzelhandel gewählt wurde. 2017 war Deen laut einer Untersuchung durch die GfK eine der drei nachhaltigsten Supermarktketten der Niederlande. Von einer Verbraucherforschungsumfrage wurde Deen 2020 als kundenfreundlichster Supermarkt des Landes ermittelt.

## Kritik
Im August 2006 verhängte die Medienbehörde Commissariaat voor de Media eine Geldstrafe gegen Deen, weil man gegen die Buchpreisbindung verstieß. Hintergrund war, dass zum Kauf eines Buches Sparmarken hinzugegeben wurden, was der vertikalen Preisbindung entgegenstand. Deen war, wie andere Einzelhändler ebenso vom Pferdefleischskandal in Europa 2013 betroffen. Nach Bekanntwerden stellte man den Import von Fleischprodukten eines belgischen Unternehmens im März 2014 ein.

## Sonstiges
Auf der Website des Unternehmens konnten Kunden Lebensmittel sowie Blumen bestellen. 2018 bot man dabei insgesamt rund 4.000 Artikel an. Der Webshop wurde zum 30. September 2021 geschlossen. Ab 2004 war Deen Topsponsor des FC Volendam. Gemeinsam mit dem Verein wurde ab jenem Jahr der Deen Cup organisiert, ein Wettbewerb für Jungs- und Mädchen-Fußballmannschaften. Zuletzt fand dieser 2020 statt, musste jedoch durch die Corona-Pandemie abgebrochen werden. Ab 2021 wurde der Cup von Albert Heijn und vom FC Volendam fortgeführt. Deen nahm am Programm Too Good To Go teil.